# Governo di tutta la Palestina
Il Governo di tutta la Palestina (in arabo  حكومة عموم فلسطين ‎?, Ḥukūmat ‘Umūm Filasṭīn) fu uno Stato (?) proclamato nel territorio della Striscia di Gaza, occupato dall'Egitto al termine della prima guerra arabo-israeliana nel 1948 e posto sotto la sua egida. Esso rivendicava la sovranità sull'intero territorio della Palestina dell'ex Mandato britannico.
Essendo il territorio interamente occupato dall'Egitto, il Governo di tutta la Palestina non ebbe di fatto alcun potere effettivo ma piuttosto un significato simbolico, rappresentando un primo tentativo di creare uno Stato arabo in Palestina. Venne adottata come bandiera nazionale il vessillo della rivolta araba, destinato a diventare il simbolo più rappresentativo del popolo palestinese. Il governo era riconosciuto soltanto dagli stati membri della Lega araba (cioè Egitto, Siria, Libano, Iraq, Arabia Saudita e Yemen) tranne la Giordania. Col passare degli anni l'importanza del governo andò progressivamente riducendosi portando nel 1959 al suo scioglimento e all'integrazione formale della Striscia di Gaza nell'Egitto.